# 519 Sylvania
Az 519 Sylvania egy a Naprendszer kisbolygói közül, amit Raymond Smith Dugan fedezett fel 1903. október 20-án.